# Anthomyia citreibasis
Anthomyia citreibasis este o specie de muște din genul Anthomyia, familia Anthomyiidae. A fost descrisă pentru prima dată de Malloch în anul 1934. Conform Catalogue of Life specia Anthomyia citreibasis nu are subspecii cunoscute.